# Mantispa cordieri
Mantispa cordieri là một loài côn trùng trong họ Mantispidae thuộc bộ Neuroptera. Loài này được Navás miêu tả năm 1933.